# P.H. van Moerkerken jr.
Pieter Hendrik van Moerkerken jr. (P.H. van Moerkerken) (pseudoniemen: Peter Dumaar, Peter Dumaer, P. Terduyn) (Middelburg, 17 februari 1877 – Amsterdam, 21 maart 1951) was een Nederlands neoromantisch dichter, toneel- en romanschrijver, die gespecialiseerd was in de Middeleeuwse literatuur. Hij tekende, maakte litho's, en houtsneden. Tevens was hij grafisch ontwerper, illustrator, boekbandontwerper. Van Moerkerken was  van 1921 tot 1942 hoogleraar aan de Rijksakademie van Beeldende Kunsten in Amsterdam en van 1934 tot 1939 was hij directeur. Hij was de vader van surrealistisch fotograaf Emiel van Moerkerken.

## Biografie
Van Moerkerken werd geboren op 2 februari 1877 in Middelburg als vierde van vijf kinderen. Zijn ouders waren de Neerlandicus Pieter Hendrik van Moerkerken en Johanna Wilhelmina Boon. Op het Stedelijk Gymnasium te Utrecht schreef hij onder verschillende pseudoniemen gedichten en prozaschetsen voor het tijdschrift Vox Gymnasii. Deze werken vertoonden veel invloed van de Tachtigers. Ook schreef hij sonnetten en middeleeuwse verhalen voor het weekblad Nederland onder het pseudoniem P. Terduyn. Op achttienjarige leeftijd in 1895 schreef hij het gedicht Als vlerken van nachtvogelen, dat pas in 1943 gepubliceerd zou worden in het surrealistische verzetstijdschrift De Schone Zakdoek. Van Moerkerken volgde na het gymnasium een opleiding tot kunstschilder bij A.J. Derkinderen, in Laren, maar moest stoppen vanwege zijn slechte gezichtsvermogen. Zijn tijd bij Derkinderen beschrijft hij later in zijn roman De ondergang van het dorp (1913). Van Moerkerken studeerde Nederlandse letteren aan de Rijksuniversiteit in Utrecht en werd vervolgens leraar Nederlands, geschiedenis en aardrijkskunde aan de middelbare meisjesschool 'Godelinde' in Hilversum. Hier schreef hij drie (ongepubliceerde) schooltoneelstukken voor opvoeringen. Zijn eerste belangrijke werk is het dramatische toneelstuk Modron (1903) dat zich afspeelt in het Frankrijk van de dertiende eeuw. Een jaar later in 1904 promoveerde hij op De satire in de Nederlandsche Kunst der Middeleeuwen. In datzelfde jaar werd hij leraar op een HBS in Haarlem. In 1906 zette componist Alphons Diepenbrock Van Moerkerkens gedicht Hymne aan Rembrandt op muziek, dat voor het eerst werd gezongen door Aaltje Noordewier-Reddingius in de Stadsschouwburg Amsterdam. In 1908 trouwde Van Moerkerken met jeugdvriendin Johanna Petronella Cannegieter. Hij schreef nog enkele toneelstukken, zoals "De dood van keizer Otto III" (1908) en "Christus op de Alpen" (1910). Onder het pseudoniem Peter Dumaar schreef hij de tweedelige semi-autobiografische roman "Gijsbert en Ada" (1911) en "De Ondergang van het Dorp" (1913), over de ondergang van de schilderskolonie in Laren. In 1916 werd zijn zoon Emiel van Moerkerken geboren, die later een beroemd schrijver, filmmaker en surrealistisch fotograaf zou worden. Vanaf datzelfde jaar werd Van Moerkerken socialist, wat een belangrijke rol speelt in zijn zesdelige romancyclus "De gedachte der tijden", waarin elk deel de geschiedenis van Nederland beschrijft en eindigt met een hoopvol toekomstperspectief.
In 1921 werd hij hoogleraar iconografie aan de Rijksakademie van beeldende kunsten. Hij was voorzitter van het hoofdbestuur van het Nederlands Toneelverbond in 1926.
Vanaf 1934 volgde van Moerkerken R.N. Roland Holst op als directeur aan de Rijksacademie voor Beeldende Kunsten in Amsterdam. Zijn verdiensten werden erkend toen hij in 1936 werd benoemd tot officier in de orde van Oranje Nassau.
Tijdens de Tweede Wereldoorlog publiceerde Van Moerkerken "Als vlerken van nachtvogelen" in het surrealistische tijdschrift "De schone zakdoek", onder leiding van Gertrude Pape en Theo van Baaren. Na de oorlog kreeg zijn roman "Naar de Eenzaamheid" (1946) veel aandacht.
P.H. van Moerkerken overleed op 21 maart 1951 in Amsterdam, op 74-jarige leeftijd, als gevolg van een beroerte.

## Nalatenschap

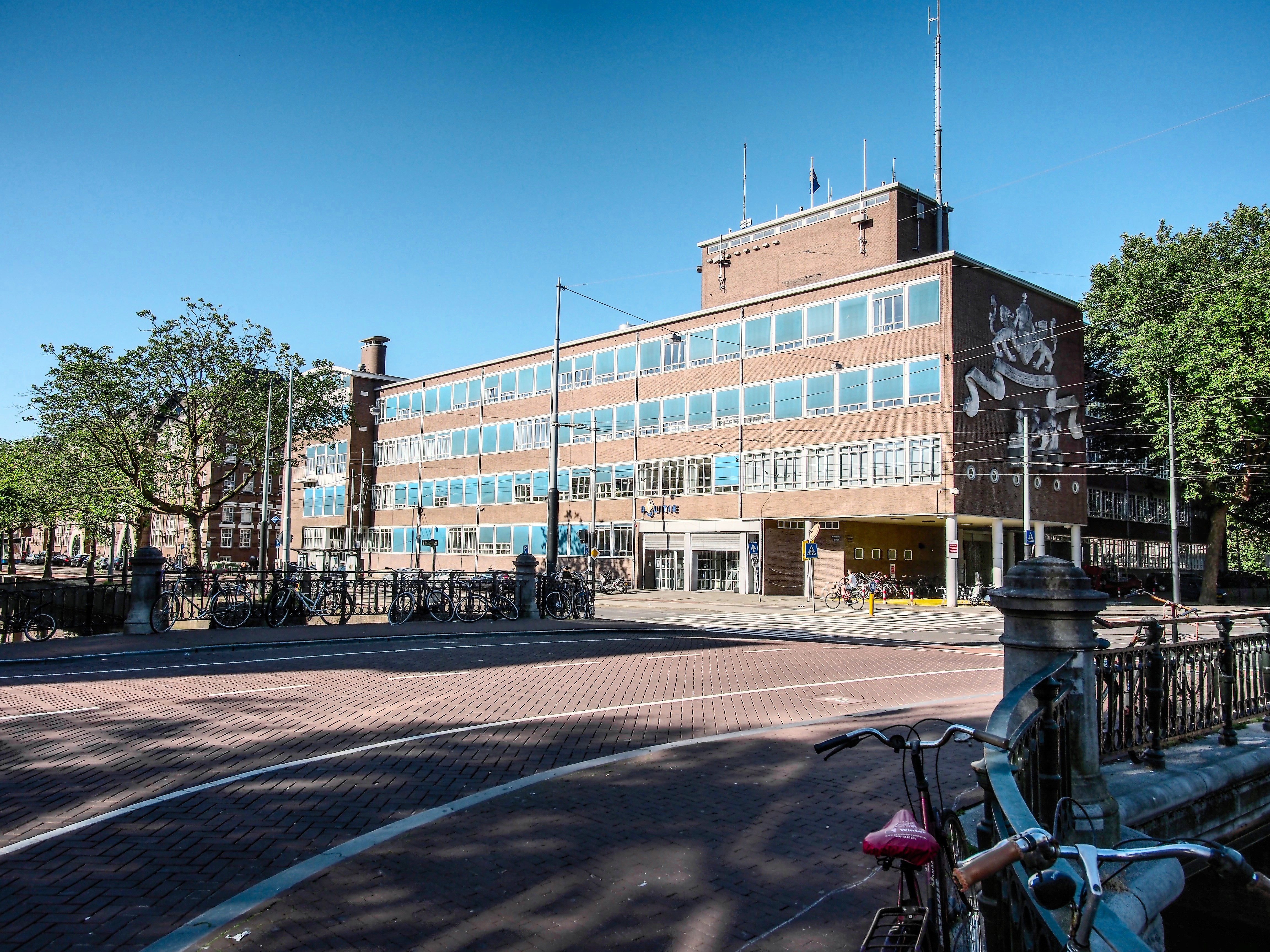
Hoofdbureau van politie Amsterdam met aan de rechterzijde de dichtregel van P.H. van Moerkerken

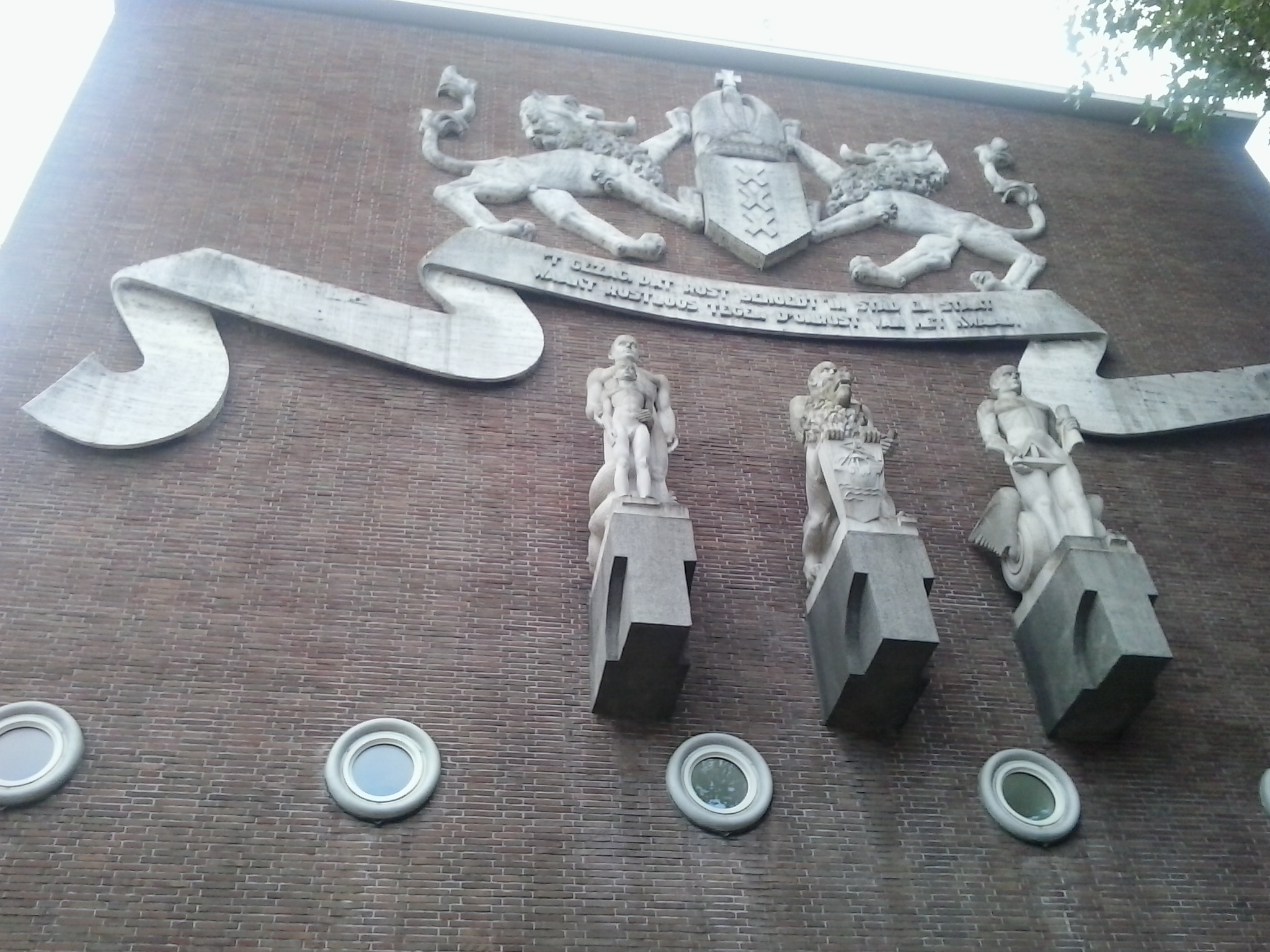
Het kunstwerk op de gevel van de Elandsgracht 117 met in het lint de dichtregel van Van Moerkerken

Op het hoofdbureau van de Politie Amsterdam-Amstelland Elandsgracht 117 staat groot een dichtregel van Van Moerkerken:

’t Gezag dat rust behoedt in stad en staat,
waakt rustloos tegen d’onrust van het Kwaad.

Sinds 2004 staat deze spreuk ook op de Ambtsjubileumpenning Politie Amsterdam-Amstelland. Deze penning wordt toegekend aan iedereen die 12,5 jaar, 25 jaar of 40 jaar bij de Amsterdamse politie werkt.

## Enkele werken toegelicht

### Als vlerken van nachtvogelen(1895)
Als vlerken van nachtvooglen gleed de stront,
In najaarsschemering grijzig-transparant,
Met sierlijk zwieren over 't zwarte land
En werd verzwolgen in doorploegden grond.

Zij, eens gevallen uit der koeien kont,
Gevormd van knollen uit de volle mand,
Schonk levenskrachten aan het schrale land:
't Leven der dingen wankelt eeuwig rond.

Dit gedicht is voor het eerst gepubliceerd in 1943 in het surrealistisch tijdschrift De schone zakdoek waaraan zijn zoon Emiel van Moerkerken werkte. Of Van Moerkerken hiervan op de hoogte was, is niet zeker aangezien hij dit gedicht wat hij op achttienjarige leeftijd had geschreven nooit in een dichtbundel gepubliceerd heeft. Emiel van Moerkerken gaf in 1982 aan dat hij dit verreweg het beste gedicht van zijn vader vond. Dit gedicht is postuum gepubliceerd in Gerrit Komrij's De Nederlandse poëzie van de negentiende en twintigste eeuw in duizend en enige gedichten(1979).

### Het woud van het eeuwige verlangen(1900)
Een kort verhaal gepubliceerd in De Nieuwe Gids. De ik-persoon schuilt in een eeuwenoud kerkje waar hij twee graven met stenen beelden van een man en een vrouw naast elkaar ziet liggen. Op het moment dat het maanlicht op de beelden valt komen ze tot leven en spreken ze tegen elkaar. Ze liggen hier al duizend jaar en de man vertelt over zijn leven. Hij had 'haar' ontmoet in zijn voorvaderlijk slot en ze waren gelijk verliefd op elkaar en hadden lange gesprekken in de tuin. Zij vertelde hem dat hij haar kon vinden in het bos als hij naar het westen zou vertrekken, echter mocht hij aan niemand de weg vragen of vertellen waarheen hij onderweg was, zijn hart zou hem leiden. De volgende morgen was zij weg en hij vertrok naar het westen. Jaren lang zwierf hij te paard over land en zee en hij ontmoete verschillende mensen. Door zijn verlangen leek de hele wereld in 'haar' te veranderen. Zijn hele leven reisde hij rond totdat hij oud was en 'haar' weer zag. Zij zei dat ze hem het mooiste wou geven wat er is, namelijk hem een leven lang laten dwalen door het woud van verlangen; en dat ze nu eenmaal oud tot in de eeuwigheid samen zouden blijven. De stenen beelden gaan weer liggen als het maanlicht verdwijnt. De ik-persoon schrijft het verhaal op wat hij net hoorde en zegt dat hij in zijn eigen hart het woud van verlangen terugvindt en de stem van zijn Alfrune hoort uit dat eeuwenoude graf.

### Modron(1903)
Modron is een dramatisch toneelstuk en het eerste gepubliceerde boek van Van Moerkerken. Het vertoont gelijkenissen met het werk van Villiers de l'Isle-Adam. Het verhaal speelt zich af in dertiende-eeuws Frankrijk en gaat over beeldend kunstenaar Iwen, die moet kiezen tussen zijn aardse liefde en de eeuwige kunst. Hij krijgt de opdracht om een Mariabeeld voor een kathedraal te maken en geeft haar onbedoeld het gezicht van Modron. Modron begrijpt deze verheffing te laat en wordt kloosterzuster. Het drama werd geprezen door Willem Kloos, maar is desondanks nooit opgevoerd.

### De doodendans(1905)
Dit toneelstuk gaat over een jonge schilder genaamd Hans die worstelt om zijn kunst tot leven te laten komen. Een cynische duivelbezweerder genaamd Monnik Michaël introduceert Hans aan de duivelen die het leven beheersen en aan Duyfje, een vrouw wier gevallen maagdelijkheid Hans doet denken aan Eva, de oorsprong van de zonde. Hans wordt meegenomen naar een kerkhof waar de personen uit de Doodendans hem hun rijmpjes voorzingen. Door dit alles groeit zijn kunst, maar zijn ziel verkoelt door ontgoocheling.

### De bevrijders(1914)
De bevrijders is een historisch roman dat door veel critici werd beschouwd als een hoogtepunt in Van Moerkerken's oeuvre. Het boek speelt zich af tijdens de laatste jaren van de Franse bezetting. De hoofdpersonen zijn de Amsterdamse koopman David van Wijck en zijn zwager Jacob ter Wisch, die elkaars tegenpolen zijn. Terwijl Van Wijck zich door slim onderhandelen en het vermijden van risico's kan verrijken en overleven tijdens de Franse bezetting, is Ter Wisch een onrustige zwervende die slechts een kort moment van geluk kent wanneer hij aan de kant van de Fransen kan vechten.
Het boek heeft een satirisch karakter waarin de lafheid en bereidheid van de rijke Hollanders om met alle winden mee te waaien op trefzekere wijze aan de kaak wordt gesteld. Ook de Nederlandse literatuur uit het begin van de negentiende eeuw, vertegenwoordigd door auteurs als Bilderdijk en Helmers, wordt belachelijk gemaakt door de onsympathieke dichter Tobias Soelens. Het boek is uitermate pessimistisch. David van Wijck vergaart een fortuin door zijn slimme handelswijze, terwijl zijn zoon Floris die op laffe wijze is gevlucht tijdens de slag bij Waterloo als held wordt binnengehaald. Sympathieke personages sterven jammerlijk of blijven de rest van hun leven ongelukkig. Het proletariaat, gepersonifieerd in de familie Breevoort, wordt uiteindelijk zwaar getroffen: dochter Santje sterft na te zijn misbruikt door Tobias Soelens, zoon Bart komt om het leven wanneer hij haar probeert te wreken, en moeder Breevoort blijft eenzaam en arm achter.

### De Gedachte der tijden(1918-1924)
De zesdelige roman De Gedachte der Tijden beschrijft het idee dat de geschiedenis zichzelf herstelt. Het verhaal volgt dertien generaties van de familie van Amal Leurekwak, vanaf zijn geboorte in 1476 tot aan het leven van Prof. Dr Arnout Merel tijdens de publicatie van het boek. Het boek beschrijft de strijd tussen twee emotionele stemmingen binnen de familie, levensaanvaarding en levensontkenning, die te zien zijn in gebeurtenissen zoals de strijd van Hollandse vrijheidsliefde tegen de Spaanse tirannie, de ideale geluksdroom van de arcadische pastorale en de vrome afzondering van de Labadisten. De roman onderzoekt waarom vrede en geluk onder de mensen onbereikbaar lijken en waarom een nieuwe wereld alleen kan ontstaan door bloed en ellende. De roman sluit af met de legendarische geschiedenis-filosofie van Prof. Merel, die de onnaspeurlijke werking van God accepteert als het hoogste dat de mens kan bereiken. Hoewel het verhaal de groei van de mensheid erkent, blijven zwakheden gedurig vermengd met groeikrachten.

#### Deel 1: Het nieuwe Jeruzalem (1918)
Het nieuwe Jeruzalem, speelt zich af in 1535. De hoofdpersoon Joris Amalsz is een wederdoper die gelooft dat het einde der tijden nabij is en dat het Nieuwe Jeruzalem in Amsterdam gesticht zal worden. Hij is ervan overtuigd dat zijn Waarheid de juiste is en vervalt in dubieus gedrag. Hij vergelijkt zichzelf met Christus, maar denkt bijvoorbeeld alleen aan zichzelf wanneer een prostituee hem aanraakt. Later trouwt hij met haar, maar heeft geen plek voor haar in zijn toekomstdromen. Hij neemt uiteindelijk met geweld het Amsterdamse stadhuis in om de komst van de Heer voor te bereiden. Maar de Dag des Oordeels komt niet en hij wordt gruwelijk terechtgesteld. Terwijl de beul zijn hart uit zijn lichaam trekt denkt Joris voor het eerst de Hemelse kerkklokken te horen.

### De Historie en het Droomgezicht van den Prins en den Moordenaar(1930)
Een roman over de moord op Willem van Oranje verteld over het noodlottig samenkomen van moordenaar en de prins, Oranje en Balthazar Gerards. In een visioen van een monnik ziet hij beide mannen in een broederlijke omhelzing te hemel gaan.

### De bloedrode planeet, of Merlijns laatste vizioen(1938)
Bloedrode Planeet of Merlijns laatste Visioen is een roman in dichtvorm en wordt verteld in zevenregelige strofen, waarvan alleen de laatste twee regels rijmen. Het verhaal gaat over de tovenaar Merlijn uit de Keltische ridderromans. Hij wordt beschreven als een visionaire dichter die in de primitieve barbarentijd een hoger cultuurbesef draagt. Samen met zijn geliefde Viviane, slijt hij zijn laatste dagen in het woud van Broceniande. Merlijn vertelt Viviane over de stelregels van een natuurlijke godsdienst, waarin veel plaats is voor de liefde en vertelt haar zijn droomgezicht van de toekomst der aarde. Drie demonen, Abaddon, die alles wil vernietigen, Anarazel, die macht en rijkdom wil en Belfedor, die het geluk van de mensen wil verstoren. De verlossing door Christus wordt niet aanvaard. Merlijn is een voorstander van een redelijk beheerste mensengemeenschap en een tegenstander van de onaflaatbare demonie, waaraan de wereld zich overgeeft.

### Naar de eenzaamheid(1946)
Naar de eenzaamheid is een van de bekendste werken van Van Moerkerken. Het wordt gepresenteerd als autobiografische tekst van een onbekende auteur en kunstschilder, die Van Moerkerken zogenaamd zou hebben gevonden in een Franse antiquariaat. Het verhaal speelt zich af tussen 1712 en 1716 tijdens het vredescongres te Utrecht en de Spaanse successieoorlog.

### Achter het mombakkes(1950)
In het boek Achter het mombakkes beschrijft P.H. van Moerkerken waarom Shakespeare niet de schrijver kan zijn van alle naar hem toegeschreven drama's, maar dat Eduard de Vere, de zeventiende graaf van Oxford, de echte schrijver van Shakespeares werken zou zijn.

### Amsterdams herleving in de 19e eeuw(1961)
Postuum gepubliceerd artikel in De Nieuwe Stem. Beschrijft uitgebreid over de geschiedenis van Amsterdam in de negentiende eeuw. Over het ontstaan van buurten als de Pijp, Oosterparkkwartier, Concertgebouwbuurt; en hoe het leven daar toen was en welke prominenten daar toen woonden.

## Overige werken en publicaties (onvolledig)
- Gedichten en schetsen in schoolkrant: Vox Gymnasii (1893-1895)[15]
- Het woud van het eeuwige verlangen (1900), kort verhaal, gepubliceerd in De Nieuwe Gids[8]
- Dies irae (1900), gedicht, gepubliceerd in De Nieuwe Gids[16]
- Als vlerken van nachtvogelen (1895), gedicht voor het eerst gepubliceerd in De schone zakdoek, 1943
- Doode bloem, een Verhaal uit de Middeleeuwen (1895), griezelromantische novelle, gepubliceerd in het tijdschrift Nederland[9].
- Hymne aan Rembrandt (1906), lied, op muziek gezet door Alphons Diepenbrock.
- Amsterdams herleving in de 19e eeuw (1961), postuum, gepubliceerd in De Nieuwe Stem.

## Biografieën
- Een levensbeschouwing: P.H. van Moerkerken in zijn werk door Dr. G Kalff jr. (1926)[17][18]